# Rudolf Sigismund Blochmann

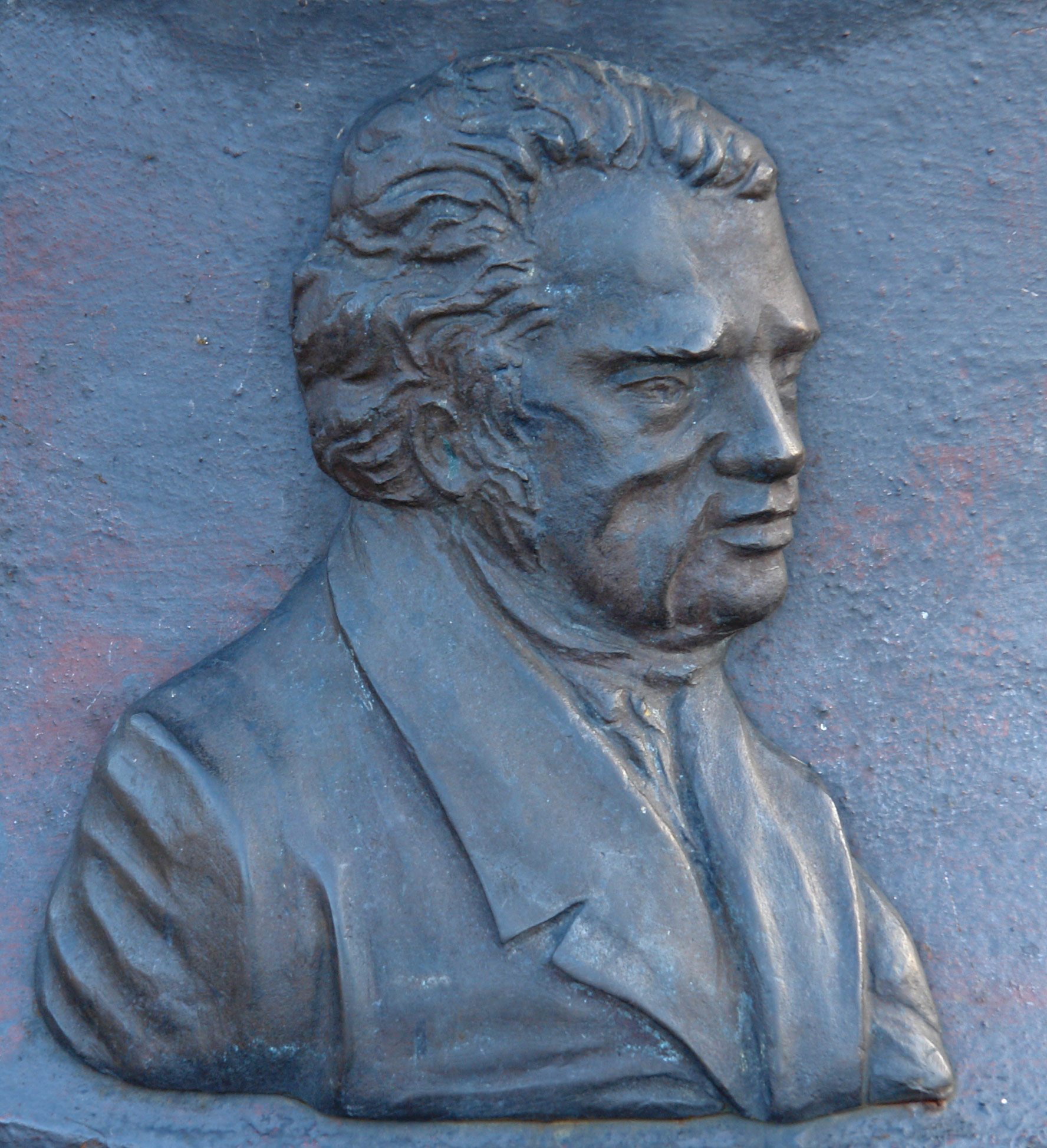
Rudolf Sigismund Blochmann

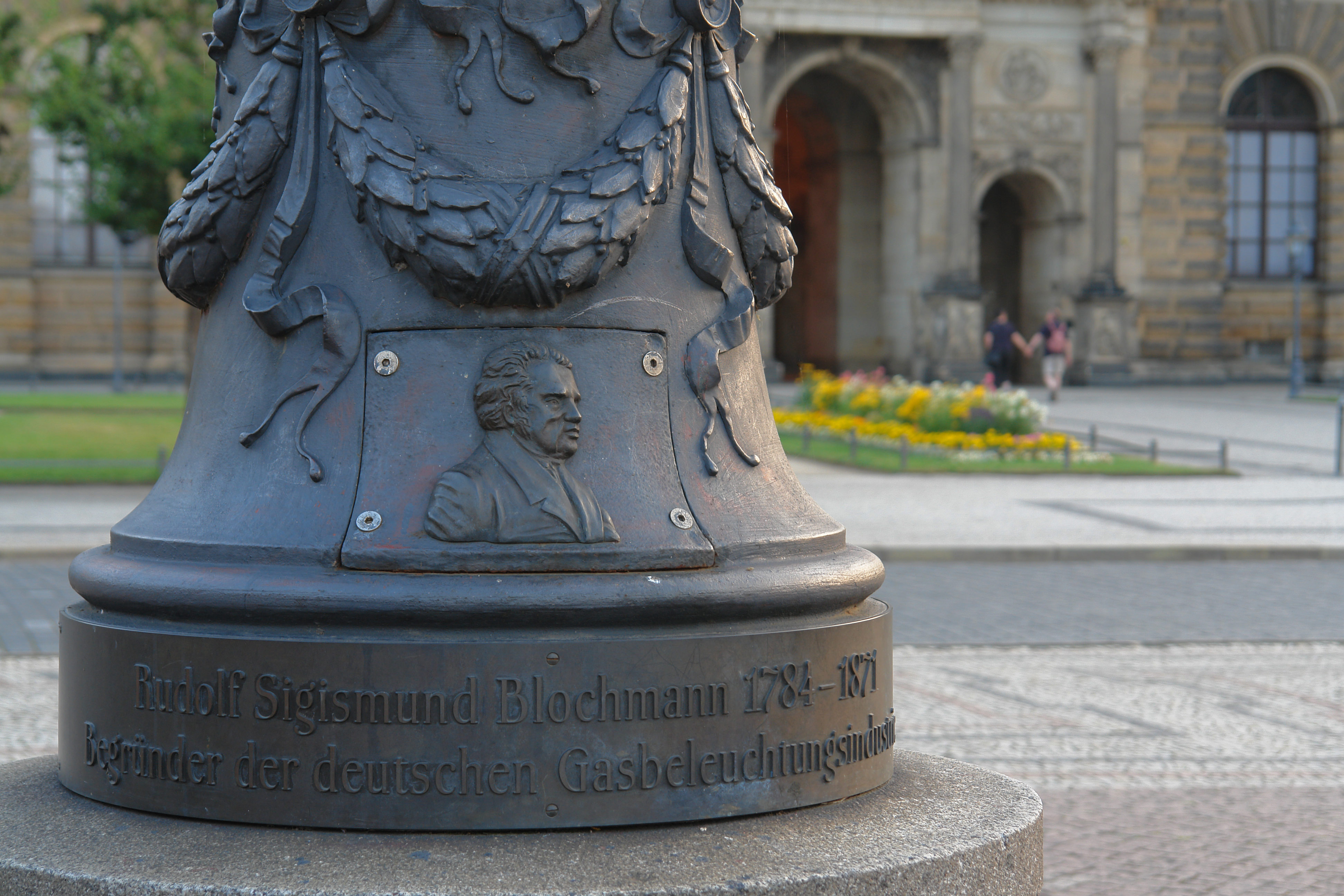
Erinnerungstafel auf dem Theaterplatz in Dresden

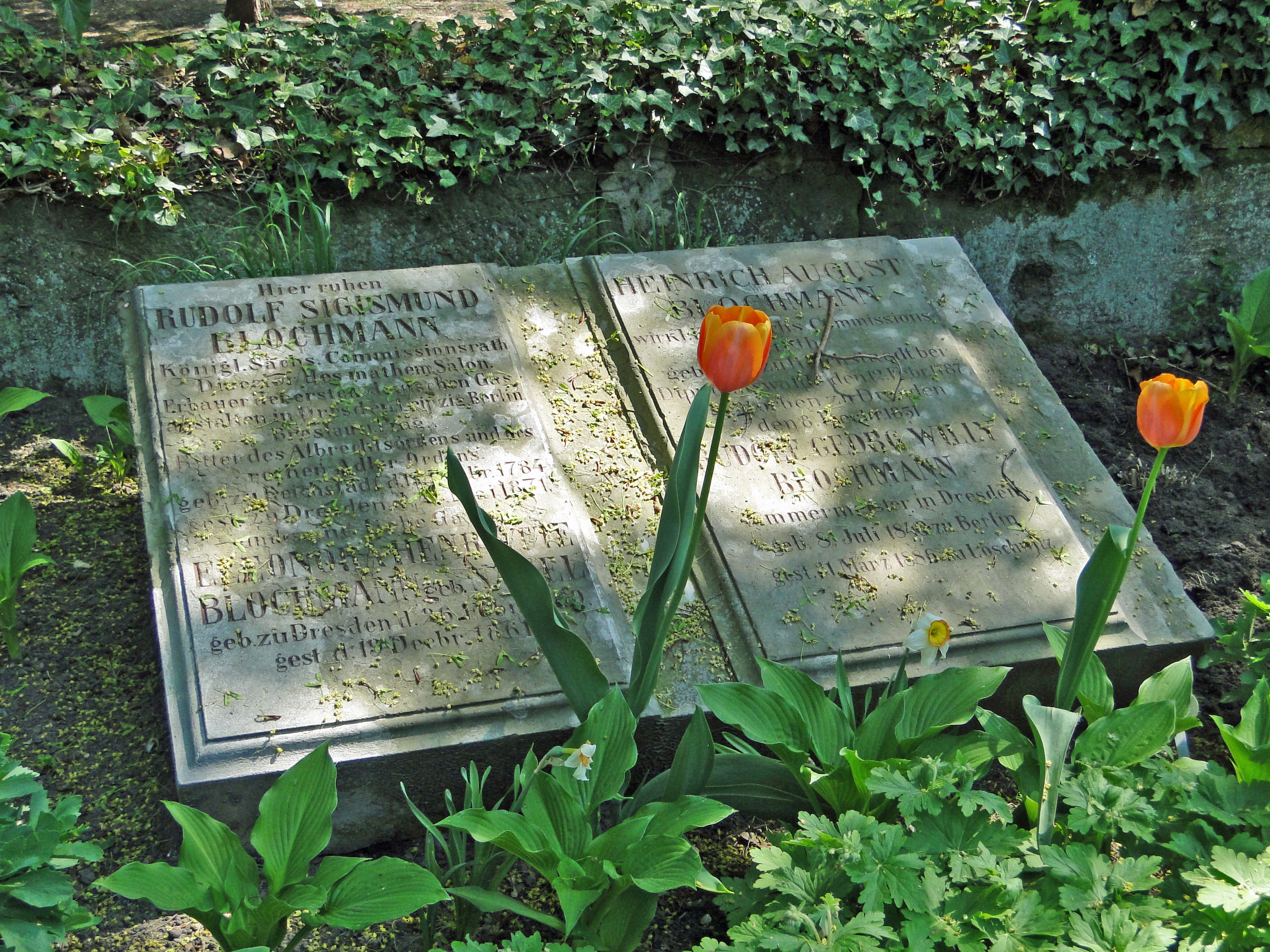
Blochmanns Grab auf dem Trinitatisfriedhof in Dresden

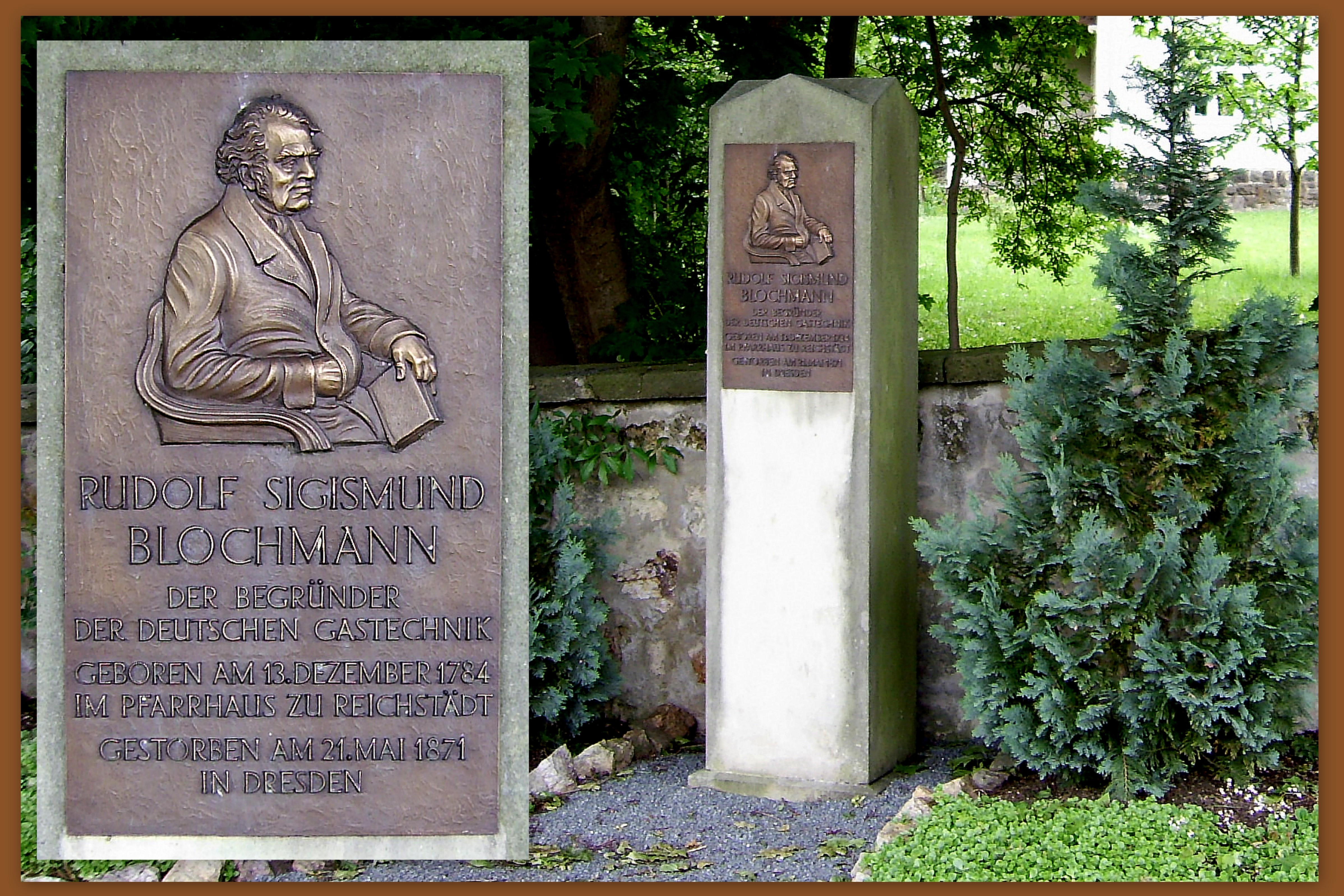
Gedenkstein von 1996 in seinem Geburtsort Reichstädt

Rudolf Sigismund Blochmann (* 13. Dezember 1784 in Reichstädt; † 21. Mai 1871 in Dresden) war ein deutscher Ingenieur und Unternehmer. Blochmann zählt zu den Pionieren der Gasbeleuchtung in Deutschland.

## Leben
Blochmann war der Sohn eines Pfarrers und wurde gemeinsam mit seinen Brüdern Karl Justus und Heinrich August zunächst von einem Hauslehrer unterrichtet. Im Jahr 1798 begann er eine Lehre bei einem Dresdner Mechaniker und ging dann 1806 nach München, um seine Kenntnisse im mechanischen Institut von Georg Friedrich von Reichenbach zu vervollkommnen. Über von Reichenbach erlangte er auch die Bekanntschaft zu Joseph von Fraunhofer, dessen Assistent Blochmann in der optischen Werkstatt in Benediktbeuern wurde. Außerdem übernahm er die Leitung einer Brauerei und einer Tabakfabrik und er errichtete in Tegernsee im Auftrag  Reichenbachs eine Marmorschneidemühle. Im Jahr 1818 kehrte er nach Dresden zurück und wurde dort Inspektor des Königlich Mathematisch-Physikalischen Salons und der Kunstkammer. In der Folge entwickelte Blochmann eine ganze Reihe von Einzelerfindungen, darunter Apparate zur Mineralwasseraufbereitung, eine Maschine zum Prägen von Gewehrkugeln, sowie eine weitere zum Justieren von Münzplatten und andere mehr.
Im Zentrum seines Interesses stand aber die Frage der Gasbeleuchtung. Nachdem zu Beginn des Jahrhunderts bereits einzelne Privatpersonen Steinkohle-Gas für Leuchtzwecke verwendet hatten, wurden in London 1814 erstmals Gaslaternen zur öffentlichen Straßenbeleuchtung verwendet. Blochmann engagierte sich nun dafür, diese Technik auch in Deutschland heimisch zu machen und sie nicht der englischen Konkurrenz zu überlassen. In seinem mechanischen Institut nutzte Blochmann die Gasbeleuchtung bereits seit Ende 1819. Städtische Behörden, die die Explosionsgefahr fürchteten, reagierten zunächst noch zögerlich auf die neue Erfindung. Erst der Erfolg des englischen Unternehmens Imperial Continental Gas Association, das Gaswerke in Berlin und Hannover gründete, führte zu einem Umdenken. Im Jahr 1828 sorgte Blochmann in Dresden für die erste öffentliche Gasanstalt in Deutschland, die vom Ausland unabhängig arbeitete. Im gleichen Jahr war im benachbarten Dorf Burgk eine Gaserzeugungsanlage auf Basis des lokalen Steinkohlebergbaus in Betrieb genommen und eine Gasbeleuchtung eingeführt worden. Die ersten 36 Laternen wurden im April auf dem Schloßplatz und vor dem Zwinger aufgestellt. Die technische Leitung dieser Gasanstalt lag bis 1849 in seinen Händen. Es folgte die Einrichtung einer Gasanstalt in Leipzig im Jahr 1837 sowie die Schaffung weiterer Gaswerke in Berlin, Breslau und Prag in den Jahren ab 1844. Für Dresden ließ er außerdem ein 1851 vollendetes Kanalisationssystem errichten.
Blochmann gehörte zu den ersten Professoren an der 1828 gegründeten Technischen Bildungsanstalt, die als Vorläufer der TU Dresden gilt und bis 1833 ihren Sitz im Brühlschen Gartenpavillon hatte. Im Jahr 1869 ging Blochmann in den Ruhestand. Die Leitung des Berliner Gaswerks übertrug er seinem Sohn Georg Moritz Sigismund. Er verstarb 1871 in Dresden und wurde auf dem Trinitatisfriedhof beigesetzt. 1920 wurde ihm zu Ehren in Leipzig-Gohlis die Blochmannstraße benannt.